# Athol Trollip

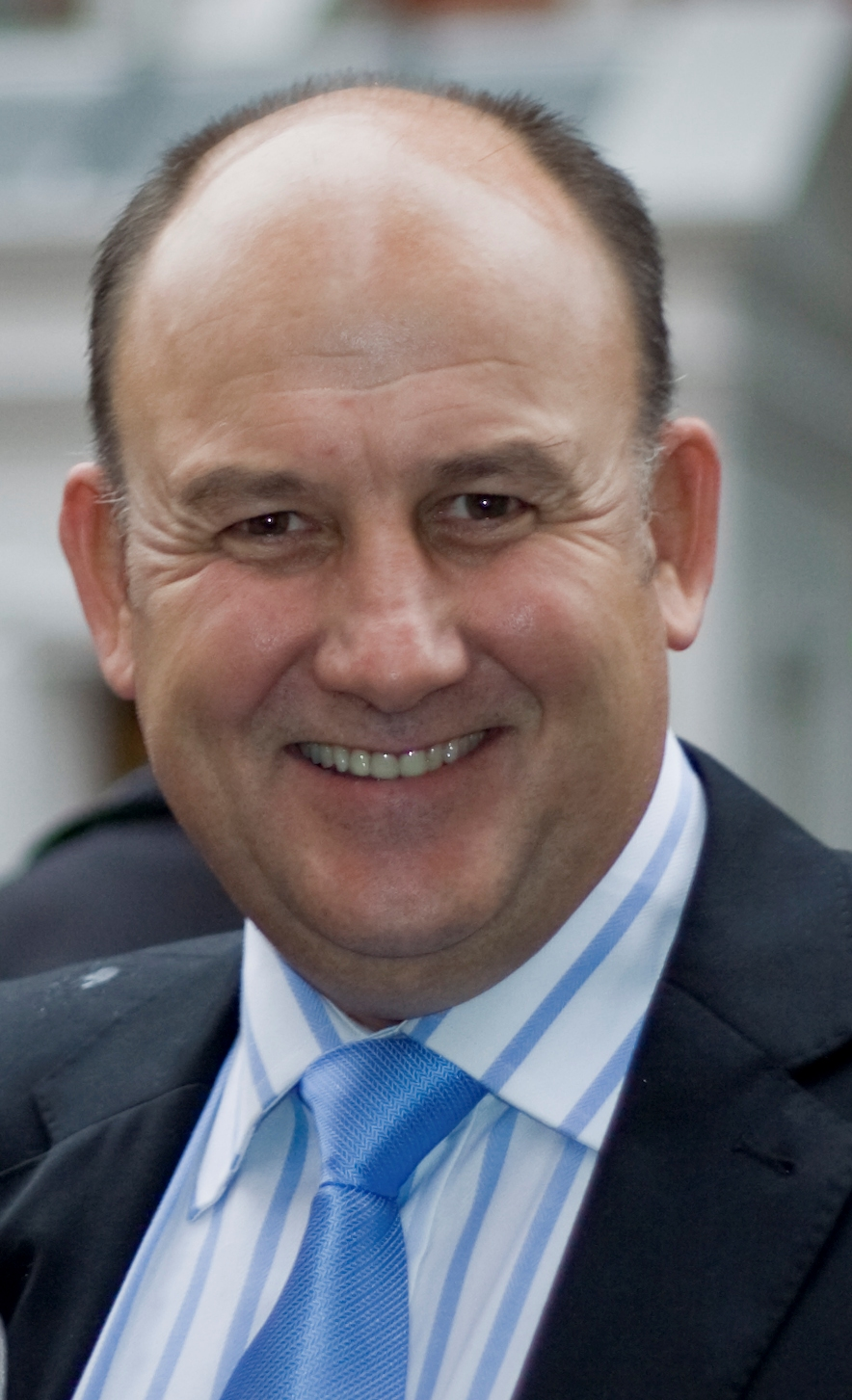
Athol Trollip (2009)

Roland Athol Price Trollip (* 12. März 1964 in Bedford, Kapprovinz) ist ein ehemaliger südafrikanischer Politiker (Democratic Alliance). Er war von 2009 bis 2011 Oppositionsführer in der Nationalversammlung und wurde 2016 zum Bürgermeister der Metropolgemeinde Nelson Mandela Bay gewählt. Im August 2018 wurde er durch ein Misstrauensvotum gestürzt.

## Leben
Trollip wuchs mit zwei Schwestern auf der Farm Mount Prospect in der östlichen Kapprovinz auf. Sein Großvater Athol Trollip senior war Abgeordneter der United Party. Schon als Kind lernte Trollip, isiXhosa zu sprechen. Er besuchte bis zu seinem Matric 1981 das Internat Woodridge College und studierte anschließend eine Zeitlang Agricultural Management an der University of Natal in Pietermaritzburg. Dort betätigte er sich erstmals politisch als Gegner der Apartheid, zog aber schon bald auf die Farm zurück. Er führte die Farm anfangs in sechster Generation und unternahm Reisen nach Australien, Neuseeland und Schottland, um neue landwirtschaftliche Methoden kennenzulernen. Mit seinem Eintritt in die Politik verkaufte er die Farm jedoch.
1980 trat Trollip in die damalige Progressive Federal Party (PFP) ein. 1995 wurde er für die Nachfolgepartei Democratic Party (DP) erstmals Ratsherr im Distrikt Amathole. 1998 stieg er zur Provincial Chairperson der DP in der Provinz Ostkap auf, 1999 zog er in die Provincial Legislature ein. Nach dem Zusammenschluss mit anderen Parteien zur Democratic Alliance (DA) wurde er 2002 deren Vorsitzender in der Provinz Ostkap. 2007 unterlag er Helen Zille bei der Wahl zum Parteivorsitzenden. Nach den Wahlen 2009 zog er in die Nationalversammlung ein, wo er sich gegen Ryan Coetzee bei der Wahl zum Oppositionsführer durchsetzte. Im Oktober 2011 wurde er allerdings von Lindiwe Mazibuko in einer Kampfabstimmung besiegt. 2013 verließ er die Nationalversammlung und wurde erneut im Ostkap aktiv.
Bei den Wahlen 2014 war er Kandidat der DA für das Amt des Premierministers der Provinz, wo er aber gegen den Bewerber des African National Congress (ANC) unterlag. Am 13. April 2015 wurde er als Kandidat für den Posten als Bürgermeister von Nelson Mandela Bay nominiert. Bei den Kommunalwahlen 2016 wurde die DA dort erstmals stärkste Partei, verfehlte jedoch die absolute Mehrheit. Trollip wurde mit Unterstützung mehrerer kleinerer Parteien gewählt und löste somit Danny Jordaan (ANC) ab. Im März 2018 scheiterte ein Misstrauensvotum gegen Trollip vor der Abstimmung. Nach einem weiteren Misstrauensvotum wurde er am 27. August 2018 durch Mongameli Bobani (United Democratic Movement), der sich vor allem auf den ANC stützte, ersetzt. Trollip war Federal Chairman der DA, bis er am 23. Oktober 2019 zurücktrat. Zuvor war er der früheren Parteivorsitzenden Helen Zille bei der Wahl zur Chairperson des Federal Council unterlegen.
Trollip hat zwei Kinder. Er heiratete 2016 zum zweiten Mal und lebt im Stadtteil Richmond Hill in Port Elizabeth.